# آدام تسیفکا
آدام تسیفکا (لهستانی: Adam Cywka؛ زادهٔ ۲۳ سپتامبر ۱۹۶۸) بازیگر اهل لهستان است.
از فیلم‌ها یا مجموعه‌های تلویزیونی که وی در آن‌ها نقش داشته‌است، می‌توان به اسم رمز: لهستان، هنرمندان، عملیات سنبل، موج جرم و جنایت، پزشکان، قانون حقیقی، هتل ۵۲، دوران افتخار، رنگ‌های خوشبختی، ماگدا ام.، راه‌های آزادی، دوستان، در خوشی و سختی، عشق اول، جهان به روایت خانواده کیپسکی و ع چون عشق اشاره نمود.